# Patty Jervey
Patricia Marie Jervey (Marietta, 29 de marzo de 1964) es una exjugadora estadounidense de rugby que se desempeñaba como centro o wing. En 2014 fue introducida al Salón de la Fama de la World Rugby, siendo la sexta mujer en hacerlo.

## Selección nacional
Jugó 40 partidos con Estados Unidos desde su debut en 1989 a su retiro en 2006 con 42 años.

### Participaciones en Copas del Mundo
Disputó cinco Copas del Mundo desde Gales 1991 donde las estadounidenses consiguieron la victoria a Canadá 2006 cuando Jervey se retiró.
| Mundial                                | Sede         | Resultado    | PJ | Tries |
| -------------------------------------- | ------------ | ------------ | -- | ----- |
| Copa Mundial Femenina de Rugby de 1991 | Gales        | Campeona     | ?  | ?     |
| Copa Mundial Femenina de Rugby de 1994 | Escocia      | Subcampeona  | ?  | ?     |
| Copa Mundial Femenina de Rugby de 1998 | Países Bajos | Subcampeona  | ?  | ?     |
| Copa Mundial Femenina de Rugby de 2002 | España       | Primera fase | ?  | ?     |
| Copa Mundial Femenina de Rugby de 2006 | Canadá       | Primera fase | ?  | ?     |